# مترجمون بلا حدود
مترجمون بلا حدود هي منظمة غير ربحية تقوم بخدمات الترجمة دون مُقابل للمنظمات الإنسانية. تأسست سنة 1993 مقرها في دانبري (كونيتيكت) في الولايات المتحدة. في سنة 2012 كان عدد المتطوعين 1600 مُترجم متطوع. قامت المنظمة خلال أربعة أعوام بترجمة أكثر من 14 مليون كلمة لصالح 250 منظمة غير حكومية مختلفة. وتساعد المنظمة على نقل المعرفة من لغة إلى أخرى من خلال إقامة وإدارة المجتمعات غير الربحية التي تحتاج للترجمة والتدقيق والتطوع.
تعمل المنظمة للمصلحة العامة الموالية للمُنظمات الغير حكومية والمؤسسات الإجتماعية التي تحتاج إلى معلومات مترجمة. بعض هذه المنظمات هي أطباء بلا حدود، أطباء العالم، يونيسف، أوكسفام، المنظمة الدولية لذوي الإحتياجات الخاصة. ومن الأمثلة على المعلومات التي ترجمها مُترجمون بلا حدود يشمل تقارير مترجمة، والمقابلات، والجلسات الإعلامية في المناطق التي يمزقها الصِراع في جميع أنحاء العالم، مثل بوروندي والسودان وأفغانستان. المنظمة تعمل على ترجمة الملايين من الكلمات في السنة. وحسب موقع المنظمة على الإنترنت مترجمين بلا حدود تبرعت بأكثر من 13 مليون كلمة مترجمة إلى الجمعيات الخيرية، وهو ما يعادل أكثر من مليوني دولار دعم للمنظمات غير الحكومية.